# Feule
Feule település Franciaországban, Doubs megyében. Lakosainak száma 189 fő (2022. január 1.). Feule Neuchâtel-Urtière, Solemont, Villars-sous-Dampjoux és Les Terres-de-Chaux községekkel határos.

## Népesség
A település népességének változása:
| Lakosok száma | 88   | 195  | 180  | 168  | 186  | 182  | 180  | 177  | 181  | 189  |
|               | 1968 | 1982 | 1990 | 2006 | 2013 | 2015 | 2017 | 2019 | 2020 | 2022 |